# Gajo Petrović
Gajo Petrović (* 12. März 1927, Karlovac, Kroatien; † 13. Juni 1993 in Zagreb) war Professor der Philosophie an der Universität Zagreb.
Er war Begründer der Praxisgruppe Zagreb und langjähriger Redakteur der Zeitschrift Praxis und trug zu einer neuen Auslegung des Marxismus bei, die sich insbesondere auf die philosophischen Schriften des jungen Marx bezog. Diese Marxauslegung passte zu einem Sozialismus, der auf Arbeiterselbstverwaltung gründete. Seine anhaltend radikale Kritik an der dogmatischen Ideologie des Bundes der jugoslawischen Kommunisten führte jedoch zu einem offenen Konflikt, in dessen Verlauf die Zeitschrift verboten wurde. Zu der Praxisgruppe gehörten u. a. Predrag Vranicki und Mihailo Marković. Kontakte bestanden auch zu Erich Fromm und anderen humanistischen Sozialisten und Sozialkritikern. Nach seinem Tod wurde er auf dem Mirogoj-Friedhof in Zagreb beigesetzt.